# Kanton Noisiel
Kanton Noisiel (fr. Canton de Noisiel) byl francouzský kanton v departementu Seine-et-Marne v regionu Île-de-France. Tvořily ho dvě obce. Zrušen byl po reformě kantonů 2014.

## Obce kantonu
- Lognes
- Noisiel